# Franz Walter Stahlecker
Franz Walter Stahlecker (10. října 1900 – 23. března 1942) byl velitelem bezpečnostních složek SS, to jest Sicherheitspolizei (bezpečnostní policie) a Sicherheitsdienst (SD, Bezpečnostní služba) v říšském komisariátu Ostland v letech 1941–1942. Stahlecker velel Einsatzgruppe A, nejvražednější ze čtyř aktivních Einsatzgruppen, což byla komanda smrti během Holokaustu na území Německem okupované východní Evropy.

## Počáteční kariéra

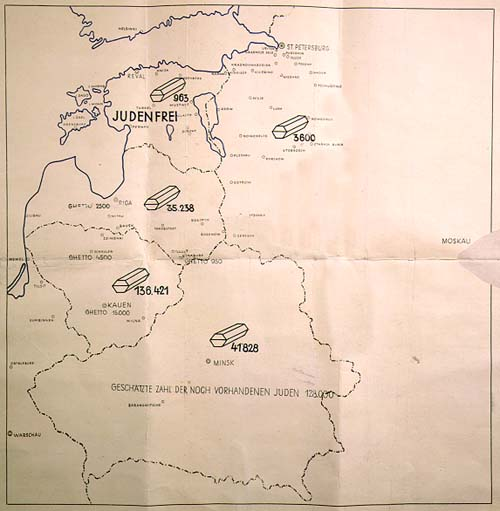
Mapa obsažená ve zprávě, v níž Stahlecker svým nadřízeným v říjnu 1941 shrnul 220 250 vražd, které spáchala Einsatzgruppe A pod jeho velením. Estonsko je v ní označeno jako „zbavené Židů“.

Narodil se v zámožné rodině ve Sternenfelsu (asi 40 km severozápadně od Stuttgartu) v roce 1900. V Tübingen vystudoval administrativní právo a v letech 1919–1920 byl členem později zakázaného antisemitského hnutí Deutschvölkischer Schutz und Trutzbund a jeho teroristické složky Organisation Consul. V roce 1932 se oženil s Luise-Gabrielou von Gültlingenstal, s níž měl čtyři děti, a stal se členem nacistické strany. V tomtéž roce se stal členem gestapa, 1934 byl jmenován jeho vedoucím ve Württembersku a brzy byl přidělen do hlavní kanceláře Sicherheitsdienst (SD). Roku 1937 se stal náčelníkem Gestapa ve Wroclawi a po připojení Rakouska v roce 1938 velitelem okrsku Dunaj (Vídeň), jímž zůstal i když byl povýšen na SS-Standartenführera. Byl formálním nadřízeným Adolfa Eichmanna s nímž spolupracoval na tzv. „územním řešení“, tj. deportaci téměř sto tisíc Židů do lublinského kraje na nucené práce, kde pak vznikly vyhlazovací tábory Belzec, Sobibor a Majdanek.
Kvůli názorovým rozporům s Reinhardem Heydrichem přešel na Ministerstvo zahraničí a byl velitelem SD v Protektorátu Čechy a Morava pod SS-Brigadeführerem Karlem Hermannem Frankem a v roce 1940 v Norsku, kde byl povýšen na SS-Oberführera.

## Einsatzgruppe A
V červnu roku 1941 byl Stahlecker povýšen na SS-Brigadeführera a generálmajora policie. Převzal vedení Einsatzgruppe A v naději, že tak podpoří svou kariéru v RSHA (Hlavní říšský bezpečnostní úřad), politickou policií a zpravodajskou organizaci nacistického Německa.
Einsatzgruppe A následovala Skupinu armád Sever a působila v Baltských státech a oblastech Ruska až k Leningradu. Jejím cílem bylo shánět a vraždit Židy, Romy, komunisty a další „nežádoucí“ osoby. V zimě roku 1941 hlásil Stahlecker do Berlína, že Einsatzgruppe A zavraždila asi 249 420 Židů. Franz Walter Stahlecker byl zabit v boji se sovětskými partyzány 23. března 1942 nedaleko obce Krasnogvardějsk (dnes předměstí Petrohradu).